# Hadleigh (Suffolk)
Hadleigh ist eine Kleinstadt und eine Gemeinde (Civil Parish) mit ca. 8700 Einwohnern im District Babergh in der Grafschaft (county) Suffolk in East Anglia.

## Lage und Klima
Hadleigh liegt am River Brett etwa 18 km (Fahrtstrecke) westlich von Ipswich in einer Höhe von ca. 21 m. Das Klima wird in hohem Maße durch die nur etwa 30 km (Luftlinie) entfernte Nordsee beeinflusst; Regen (ca. 700 bis 800 mm/Jahr) fällt übers Jahr verteilt.

## Wirtschaft
Im Mittelalter und in der Tudor- und Stuartzeit war Hadleigh bekannt für seine Wollverarbeitungsindustrie. Eine frühe mechanische Anlage zum Säubern und Verdicken (fulling) von Wolltuch, das dadurch wasserdicht gemacht wurde, wodurch es für Segeltuch geeignet war. Später war die Stadt ein Zentrum der Textilfärberei mit Indigo.

## Geschichte
Hadleigh war schon im Hochmittelalter ein blühender Ort; im 13. und. 14. Jahrhundert entstand eine große Pfarrkirche, die im 15. Jahrhundert nochmals erweitert wurde.

## Sehenswürdigkeiten
- Bedeutendste Sehenswürdigkeit des Ortes ist die mit Feuersteinknollen verkleidete und als Grade-I-Bauwerk eingestufte Saint Mary’s Church.
- Unmittelbar daneben steht das aus rotem Stein errichtete burgartige Dekansgebäude (deanery) aus dem 19. Jahrhundert.